# 22570 Harleyzhang
22570 Harleyzhang este un asteroid din centura principală de asteroizi.

## Descriere
22570 Harleyzhang este un asteroid din centura principală de asteroizi. A fost descoperit pe 20 aprilie 1998 la Socorro, New Mexico, în cadrul proiectului LINEAR. Asteroidul prezintă o orbită caracterizată de o semiaxă mare de 2,21 ua, o excentricitate de 0,16 și o înclinație de 2,8° în raport cu ecliptica.